# Canada op de Olympische Zomerspelen 1928

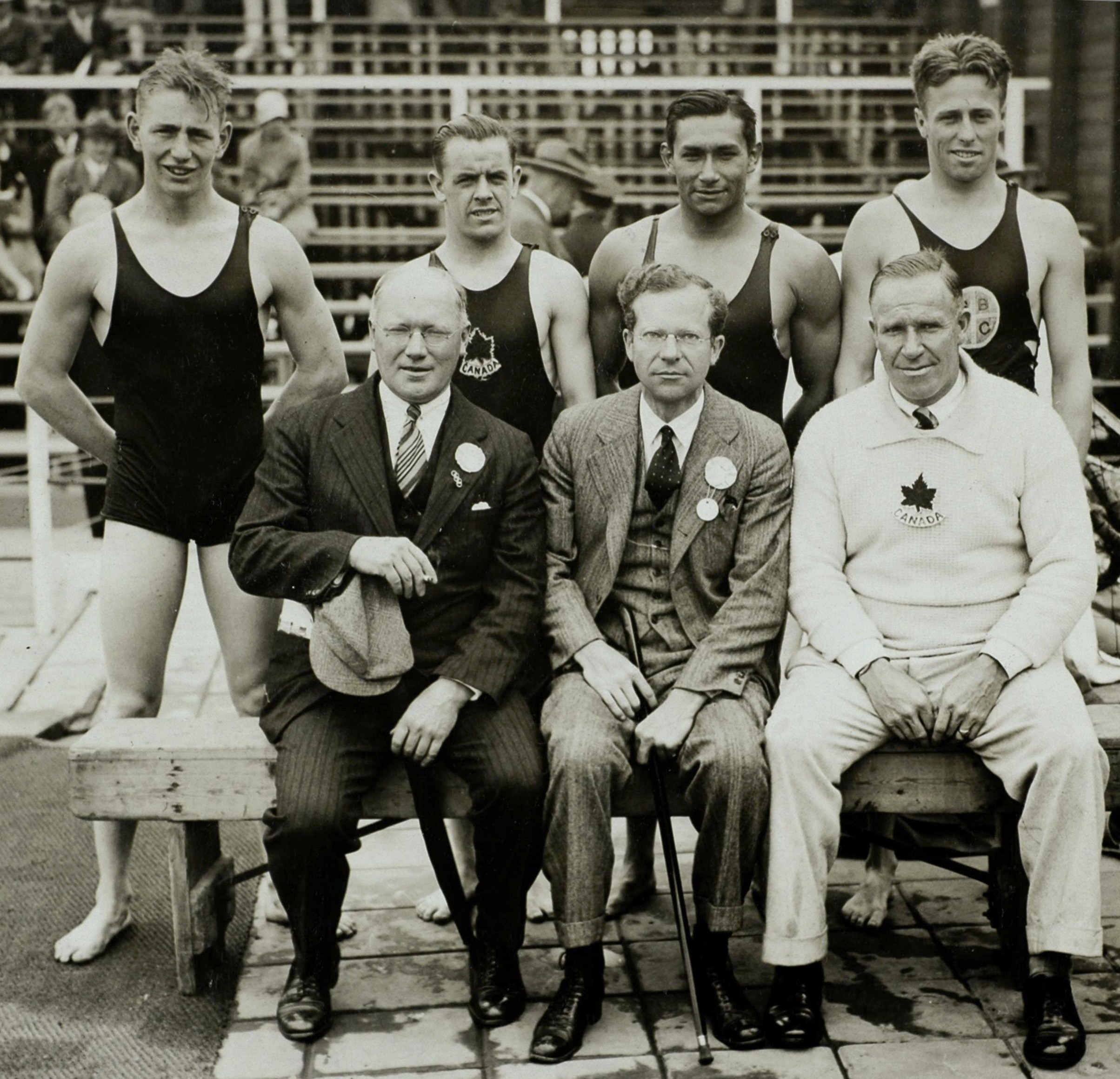
De Canadese zwemploeg voor de 4x200 meter vrije slag estafette voor mannen

Canada nam deel aan de Olympische Zomerspelen 1928 in Amsterdam, Nederland. Er namen 48 sporters deel in zeven olympische sportdisciplines. Voor het eerst namen er vrouwen namens Canada deel aan de Olympische Zomerspelen, in 1924 was Cecil Smith de eerste vrouw die aan de Winterspelen deelnam. Op deze editie werden vijftien medailles behaald, een minder dan het aantal in 1908. Het aantal van vier gouden medailles was een evenaring van de vier in 1904.
Net als in 1912 nam Robert Tait McKenzie deel aan de kunstwedstrijden in de categorie beeldhouwen.

## Medailleoverzicht
| Sport     | Olympiër(s) | Onderdeel             | Medaille |
| --------- | --- | --------------------- | -------- |
| Atletiek  | Percy Williams | 100m (m)              | Goud     |
| Atletiek  | Percy Williams | 200m (m)              |          |
| Atletiek  | Ethel Smith Bobbie Rosenfeld Myrtle Cook Jean Thompson                                                                        | 4x100m (v)            |          |
| Atletiek  | Ethel Catherwood | hoogspringen (v)      |          |
| Atletiek  | Jimmy Ball | 400m (m)              | Zilver   |
| Atletiek  | Bobbie Rosenfeld | 100m (v)              |          |
| Roeien    | Joseph Wright John Guest | dubbel-twee (m)       |          |
| Worstelen | Donald Stockton | -79kg vrije stijl (m) |          |
| Atletiek  | Jimmy Ball Stanley Glover Phil Edwards Alexander Wilson                                                                       | 4x400m (m)            | Brons    |
| Atletiek  | Ethel Smith | 100m (v)              |          |
| Boksen    | Raymond Smillie | -66,7kg (m)           |          |
| Roeien    | Frederick Hedges Frank Fiddes John Hand Herbert Richardson Jack Murdoch Athol Meech Charles Norris William Ross John Donnelly | acht (m)              |          |
| Zwemmen   | Frederick Bourne James Thompson Garnet Ault Walter Spence                                                                     | 4x200m vrije slag (m) |          |
| Worstelen | James Trifunov | -56kg vrije stijl (m) |          |
| Worstelen | Maurice Letchford | -72kg vrije stijl (m) |          |

## Deelnemers en resultaten

### Atletiek
| Olympiër                                                  | Onderdeel                | Resultaat    | Prestatie |
| --------------------------------------------------------- | ------------------------ | ------------ | --- |
| Ralph Adams                                               | 100m (m)                 | kwartfinale  | serie 6: 2de kwartfinale 6: 4de                                                                               |
| John Fitzpatrick                                          | 100m (m)                 | 11e          | serie 1: 1ste in 11,0 kwartfinale 2: 2de halve finale 2: 6de in 10,9                                          |
| George Hester                                             | 100m (m)                 | kwartfinale  | serie 5: 2de kwartfinale 3: 4de                                                                               |
| Percy Williams                                            | 100m (m)                 | Goud         | serie 12: 1ste in 11,0 kwartfinale 4: 1ste in 10,6 (OR) halve finale 1: 2de in 10,6 (OR) finale: 1ste in 10,8 |
| Ralph Adams                                               | 200m (m)                 | kwartfinale  | serie 6: 2de in 22,5 kwartfinale 1: 3de                                                                       |
| John Fitzpatrick                                          | 200m (m)                 | 5e           | serie 3: 1ste in 22,8 kwartfinale 5: 1ste in 22,0 halve finale 2: 3de in 22,0 finale: 5de in 22,1             |
| George Hester                                             | 200m (m)                 | DSQ          | serie 9: gediskwalificeerd                                                                                    |
| Percy Williams                                            | 200m (m)                 | Goud         | serie 14: 1ste in 22,6 kwartfinale 6: 2de in 21,8 halve finale 1: 1ste in 22,0 finale: 1ste in 21,8           |
| Jimmy Ball                                                | 400m (m)                 | Zilver       | serie 8: 1ste in 55,8 kwartfinale 3: 1ste in 49,2 halve finale 1: 1ste in 48,6 finale: 2de in 48,0            |
| Phil Edwards                                              | 400m (m)                 | halve finale | serie 3: 1ste in 49,8 kwartfinale 5: 1ste in 49,2 halve finale 2: 6de in 50,2                                 |
| Fred Macbeth                                              | 400m (m)                 | kwartfinale  | serie 14: 2de kwartfinale 6: 5de                                                                              |
| Alex Wilson                                               | 400m (m)                 | halve finale | serie 11: 2de in 49,9 kwartfinale 2: 2de halve finale 2: 4de in 49,2                                          |
| Phil Edwards                                              | 800m (m)                 | 4e           | serie 8: 1ste in 1.59,84 halve finale 3: 2de in 1.52,8 finale: 4de in 1.54,0                                  |
| Brant Little                                              | 800m (m)                 | halve finale | serie 2: 2de in 1.57,8 halve finale 2: 4de in 1.57,6                                                          |
| Jack Walters                                              | 800m (m)                 | series       | serie 5: 5de                                                                                                  |
| Alex Wilson                                               | 800m (m)                 | halve finale | serie 1: 1ste in 1.59,2 halve finale 1: 6de in 1.57,1                                                         |
| Alex Docherty                                             | 1500m (m)                | series       | serie 5: 5de                                                                                                  |
| David Griffin                                             | 1500m (m)                | series       | serie 4: 4de                                                                                                  |
| Jack Walters                                              | 1500m (m)                | series       | serie 2: 6de                                                                                                  |
| Pete Walters                                              | 1500m (m)                | series       | serie 3: 7de                                                                                                  |
| Vincent Callard                                           | 5000m (m)                | series       | serie 3: 8ste                                                                                                 |
| Art Keay                                                  | 5000m (m)                | DNF          | serie 2: niet gefinisht                                                                                       |
| Billy Kibblewhite                                         | 5000m (m)                | DNF          | serie 3: niet gefinisht                                                                                       |
| Warren Montabone                                          | 400m horden (m)          | series       | serie 6: 4de in 56,5                                                                                          |
| Art Keay                                                  | 3000m steeplechase (m)   | series       | serie 1: 8ste                                                                                                 |
| Ralph Adams Johnny Fitzpatrick Buck Hester Percy Williams | 4x100m (m)               | DSQ          | serie 1: 1ste in 42,2 finale: gediskwalificeerd                                                               |
| Jimmy Ball Phil Edwards Stan Glover Alex Wilson           | 4x400m (m)               | Brons        | serie 1: 2de in 3.22,0 finale: 3de in 3.15,4                                                                  |
| Clifford Bricker                                          | marathon (m)             | 10e          | 2:39.34 |
| Frank Hughes                                              | marathon (m)             | 43e          | 2:58.12 |
| Silas McLellan                                            | marathon (m)             | 26e          | 2:49.33 |
| John Miles                                                | marathon (m)             | 17e          | 2:43.32 |
| Percy Wyer                                                | marathon (m)             | 45e          | 2:58.52 |
| Alex Munroe                                               | hink-stap-springen (m)   | 16e          | kwalificatie groep B: 9de met 13,87m                                                                          |
| Alex Munroe                                               | hoogspringen (m)         | DSQ          | kwalificatie groep C: gediskwalificeerd                                                                       |
| Victor Pickard                                            | polsstokhoogspringen (m) | 4e           | kwalificatie groep B: 1ste met 3,66m finale: 4de met 3,95m                                                    |
| Doral Pilling                                             | speerwerpen (m)          | 12e          | kwalificatie groep D: 3de met 59,16m                                                                          |
|                                                           |                          |              | |
| Jane Bell                                                 | 100m (v)                 | halve finale | serie 3: 2de in 13,0 halve finale 3: 3de                                                                      |
| Myrtle Cook                                               | 100m (v)                 | DSQ          | serie 8: 1ste in 12,8 halve finale 2: 2de finale: gediskwalificeerd                                           |
| Bobby Rosenfeld                                           | 100m (v)                 | Zilver       | serie 7: 1ste in 12,6 halve finale 1: 1ste in 12,4 (OR) finale: 2de in 12,3                                   |
| Ethel Smith                                               | 100m (v)                 | Brons        | serie 9: 1ste in 12,6 halve finale 1: 2de finale: 3de in 12,3                                                 |
| Bobbie Rosenfeld                                          | 800m (v)                 | 5e           | serie 1: 3de finale: 5de in 2.22,4                                                                            |
| Jean Thompson                                             | 800m (v)                 | 4e           | serie 3: 1ste in 2.23,8 finale: 4de in 2.21,4                                                                 |
| Jane Bell Myrtle Cook Bobbie Rosenfeld Ethel Smith        | 4x100m (v)               | Goud         | serie 1: 1ste in 49,3 (WR) finale: 1ste in 48,4 (WR)                                                          |
| Ethel Catherwood                                          | hoogspringen (v)         | Goud         | kwalificatie groep B: 1ste met 1,40m finale: 1ste met 1,595m (WR)                                             |

### Boksen
| Olympiër          | Onderdeel   | Resultaat | Prestatie |
| ----------------- | ----------- | --------- | --- |
| Frankie Martin    | -50,8kg (m) | 9e        | 1ste ronde: vrij 2de ronde: V van FRA Apell: punten |
| Vince Glionna     | -53,5kg (m) | 5e        | 1ste ronde: vrij 2de ronde: W van GER Ziglarski: punten kwartfinale: V van RSA Isaacs: punten |
| Frederick Volkert | -57,2kg (m) | 9e        | 1ste ronde: vrij 2de ronde: V van POL Górny: punten |
| Frank Battaglia   | -61,2kg (m) | 9e        | 1ste ronde: V van RSA Smith: punten |
| Raymond Smillie   | -66,7kg (m) | Brons     | 1ste ronde: W van AUT Fraberger: punten 2de ronde: W van IRL Lenehan: punten kwartfinale: W van JPN Usada: punten halve finale: V van ARG Landini: punten bronzen finale: V van FRA Galataud: punten |
| Honoré Chevrier   | -72,6kg (m) | 9e        | 1ste ronde: vrij 2de ronde: V van SWE Kjällander: punten |
| Donald Carrick    | -79,4kg (m) | 5e        | 1ste ronde: W van CHI Welter: punten kwartfinale: V van ARG Avendaño: punten |

### Roeien
| Olympiër | Onderdeel       | Resultaat | Prestatie |
| --- | --------------- | --------- | --- |
| Joseph Wright | skiff (m)       | 5e        | serie 3: 1ste in 7.57,8 2de ronde: 2de in 8.45,0 2de ronde herkansingen: 1ste in 7.49,6 3de ronde:' 2de                         |
| Jack Guest Joseph Wright | dubbel-twee (m) | Zilver    | serie 3: 1ste in 7.48,2 2de ronde: 2de in 6.58,6 3de ronde: 1ste in 6.42,2 halve finale 1: 1ste in 6.58,0 finale: 2de in 6.51,0 |
| Frederick Hedges Frank Fiddes John Hand Herbert Richardson Jack Murdoch Athol Meech Edgar Norris William Ross John Donnelly | acht (m)        | Brons     | serie 1: 1ste in 6.29,8 2de ronde: 1ste in 6.59,0 3de ronde: 1ste in 6.37,4 halve finale 1: 2de in 6.03,8                       |

### Schoonspringen
| Olympiër        | Onderdeel     | Resultaat | Prestatie                                                               |
| --------------- | ------------- | --------- | ----------------------------------------------------------------------- |
| Alfred Phillips | 3m plank (m)  | 7e        | 1ste ronde groep 1: 3de met 134,10 punten finale: 7de met 149,48 punten |
| Alfred Phillips | 10m toren (m) | 7e        | 1ste ronde groep 3: 3de met 78,42 punten finale: 7de met 77,26 punten   |

### Wielersport
| Olympiër                                          | Onderdeel                | Resultaat | Prestatie                                                      |
| Baan                                              | Baan                     | Baan      | Baan                                                           |
| ------------------------------------------------- | ------------------------ | --------- | -------------------------------------------------------------- |
| James Davies                                      | sprint (m)               | 14e       | 1ste ronde serie 4: 2de 1ste ronde herkansingen: 3de           |
| Lew Elder                                         | tijdrit (m)              | 11e       | 1.19,0                                                         |
| Lew Elder James Davies Andy Houting William Peden | ploegenachtervolging (m) | 5e        | 1ste ronde serie 6: V van Duitsland 2de ronde: V van Frankrijk |
| Baan                                              |                          |           |                                                                |
| Lew Elder                                         | wegwedstrijd (m)         | DNF       | niet gefinisht                                                 |
| Joe Laporte                                       | wegwedstrijd (m)         | 31e       | 5:21.30                                                        |
| William Peden                                     | wegwedstrijd (m)         | 63e       | 6:09.26                                                        |
| Alfred Tourville                                  | wegwedstrijd (m)         | 56e       | 5:51.05                                                        |
| Joe Laporte William Peden Alfred Tourville        | wegwedstrijd team (m)    | 14e       | 17:22.01                                                       |

### Worstelen
| Olympiër          | Onderdeel   | Resultaat   | Prestatie |
| Vrije stijl       | Vrije stijl | Vrije stijl | Vrije stijl |
| ----------------- | ----------- | ----------- | --- |
| James Trifunov    | -56kg (m)   | Brons       | 1ste ronde: V van BEL Spapen bronzen finale: W van GBR Sansum                                                                                           |
| Daniel MacDonald  | -61kg (m)   | 6e          | 1ste ronde: vrij kwartfinale: W van GBR Angus halve finale: V van SUI Minder                                                                            |
| Maurice Letchford | -72kg (m)   | Brons       | 1ste ronde: vrij kwartfinale: W van BEL Roosen halve finale: V van USA Appleton bronzen halve finale: W van GBR Cook bronzen finale: W van FRA Jourlin  |
| Donald Stockton   | -79kg (m)   | Zilver      | 1ste ronde: vrij kwartfinale: W van GBR Rabin halve finale: V van SUI Kyburz zilveren halve finale: W van USA Hammonds zilveren finale: W van RSA Praeg |
| Earl McCready     | +87kg (m)   | 6e          | 1ste ronde: V van USA George |

### Zwemmen
| Olympiër                                               | Onderdeel             | Resultaat    | Prestatie                                                                     |
| ------------------------------------------------------ | --------------------- | ------------ | ----------------------------------------------------------------------------- |
| Munroe Bourne                                          | 100m vrije slag (m)   | series       | serie 6: 4de                                                                  |
| Walter Spence                                          | 100m vrije slag (m)   | 6e           | serie 3: 2de in 1.00,6 halve finale 1: 3de in 1.01,4 finale: 6de in 1.01,4    |
| Garnet Ault                                            | 400m vrije slag (m)   | halve finale | serie 3: 1ste in 5.18,8 halve finale 1: 4de                                   |
| James Thompson                                         | 400m vrije slag (m)   | series       | serie 1: 4de                                                                  |
| Garnet Ault                                            | 1500m vrije slag (m)  | 6e           | serie 4: 2de in 22.55,8 halve finale 1: 3de in 21.33,4 finale: 6de in 21.46,0 |
| James Thompson                                         | 1500m vrije slag (m)  | series       | serie 1: 3de in 22.56,6                                                       |
| Munroe Bourne                                          | 100m rugslag (m)      | halve finale | serie 5: 2de in 1.14,4 halve finale 1: 4de                                    |
| Jack Aubin                                             | 200m schoolslag (m)   | series       | serie 3: 4de                                                                  |
| Walter Spence                                          | 200m schoolslag (m)   | 6e           | serie 1: 1ste in 2.56,6 halve finale 1: 2de in 2.53,0 finale: 6de in 2.57,2   |
| Garnet Ault Munroe Bourne Walter Spence James Thompson | 4x100m vrije slag (m) | Brons        | serie 2: 1ste in 9.55,0 finale: 3de in 9.47,8                                 |
|                                                        |                       |              |                                                                               |
| Dorothy Prior                                          | 200m schoolslag (m)   | series       | serie 3: 4de                                                                  |

Argentinië · Australië · België · Brits-Indië · Bulgarije · Canada · Chili · Cuba · Denemarken · Duitsland · Egypte · Estland · Filipijnen · Finland · Frankrijk · Griekenland · Groot-Brittannië · Haïti · Hongarije · Ierland · Italië · Japan · Joegoslavië · Letland · Litouwen · Luxemburg · Malta · Mexico · Monaco · Nederland · Nieuw-Zeeland · Noorwegen · Oostenrijk · Panama · Polen · Portugal · Roemenië · Spanje · Tsjecho-Slowakije · Turkije · Uruguay · Verenigde Staten · Zuid-Afrika · Zuid-Rhodesië · Zweden · Zwitserland